# جون بي. سميث
جون بي. سميث (بالإنجليزية: John B. Smith)‏ هو مُحرِّر وصحفي وشخصية أعمال وسياسي أمريكي، ولد في 11 سبتمبر 1811، وتوفي في 3 يناير 1879. حزبياً، نشط في الحزب الديمقراطي. وقد انتخب عضو مجلس ولاية ويسكونسن.